# Philip Seymour Hoffman
Philip Seymour Hoffman (født 23. juli 1967, død 2. februar 2014) var en Oscar-vindende amerikansk skuespiller og instruktør.

## Tidlige liv
Philip Seymour Hoffman blev født i 1967 i Rochester, New York, som søn af forældre med tysk-protestantisk og irsk-katolsk oprindelse. Selv blev Hoffman ikke opdraget med noget stærkt tilhørsforhold til hverken protestantisme eller katolicisme. Han studerede teater og blev uddannet fra New York University.

## Karriere
Hoffman fik hurtigt roller i film med tidens store skuespillere. I 1992 spillede han sammen med Chris O'Donnell og Al Pacino i En duft af kvinde, og i 1996 fik han, med en rolle i Paul Thomas Andersons debutfilm Hard Eight, et langt og givtigt samarbejde med denne instruktør i flere succesfulde film, bl.a. Boogie Nights (1997), Magnolia (1999) og Punch-Drunk Love (2002). Hans roller er ofte usympatiske personer, eksempelvis Robin Williams' værelseskammerat i Patch Adams (1998). Til andre tider har han spillet forsigtige og usikre personer, bl.a. i Magnolia og The Big Lebowski (1998). Han havde ikke mange deciderede hovedroller, men gjorde sig mest i biroller. Hans oscar-vindende præstation som hovedrolleindehaveren i Capote (2005) var dog en markant undtagelse.

## Priser og nomineringer
Hoffman blev nomineret til en Oscar hele fire gange, for sine roller i henholdsvis Capote, Charlie Wilson's War (2007), Doubt (2008) og The Master (2012). Han vandt prisen for den første. Desuden modtog han også en Golden Globe, en Screen Actors Guild Award og en BAFTA Award ved samme lejlighed.

## Filmografi
- En duft af kvinde (1992)
- The Getaway (1994)
- When a Man Loves a Woman (1994)
- Hard Eight (1996)
- Twister (1996)
- Boogie Nights (1997)
- The Big Lebowski (1998)
- Happiness (1998)
- Patch Adams (1998)
- The Talented Mr. Ripley (1999)
- Magnolia (1999)
- Almost Famous (2000)
- Punch-Drunk Love (2002)
- Red Dragon (2002)
- Tilbage til Cold Mountain (2003)
- Along Came Polly (2004)
- Capote (2005)
- Mission: Impossible III (2006)
- The Savages (2007)
- Charlie Wilson's War (2007)
- New York Iscenesat (2008)
- Doubt (2008)
- The Boat That Rocked (2009)
- A Late Quartet (2012)
- The Master (2012)
- A Late Quartet (2012)
- The Hunger Games: Catching Fire (2013)
- God's Pocket (2014)
- A Most Wanted Man (2014)
- The Hunger Games: Mockingjay - Del 1 (2014)
- The Hunger Games: Mockingjay - Del 2 (2015) [2][3]

## Død
Han blev, den 2. februar 2014 om formiddagen (lokal tid), fundet død på badeværelset i sin lejlighed i New York ved Manhattans West Village. Der var rapporter om, at han blev fundet med en kanyle i armen, hvorfor en overdosis heroin blev meldt som årsag til dødsfaldet.